# Département de l'Énergie des États-Unis
United States Department of Energy
Pour les articles homonymes, voir Département de l'Énergie et DoE.
Le département de l'Énergie des États-Unis (United States Department of Energy, ou DoE), est un département de l'administration fédérale américaine, responsable de la politique énergétique et de la sûreté nucléaire. Ses domaines de compétence comprennent le programme national d'armement nucléaire, la fabrication de réacteurs nucléaires pour la Marine des États-Unis, la gestion des économies d'énergie, la recherche liée à l'énergie, la gestion des déchets radioactifs et la production nationale d'énergie. Le département soutient également la recherche scientifique dans d'autres domaines, et plus que n'importe quelle autre agence fédérale américaine, notamment au travers du réseau des laboratoires nationaux.
À l'origine, de nombreuses agences fédérales avaient été créées pour prendre en charge les différents aspects de la politique énergétique des États-Unis. Le rassemblement de ces différentes agences au sein d'un département de l'Énergie est une réaction à la crise énergétique de 1973. La législation a été adoptée par le Congrès et signée par le président Jimmy Carter, le 4 août 1977, pour une mise en œuvre à partir du 1er octobre 1977. Le département est administré par le secrétaire à l'Énergie, membre du cabinet présidentiel. Depuis 2025, le titulaire du poste est Chris Wright.

## Contrôle
Les activités du département de l'Énergie (sauf pour ce qui relèverait de la défense nationale) sont programmées et contrôlées sous l'égide du Comité des sciences, de l'espace et des technologies de la Chambre des représentants des États-Unis.

## Unités opérationnelles

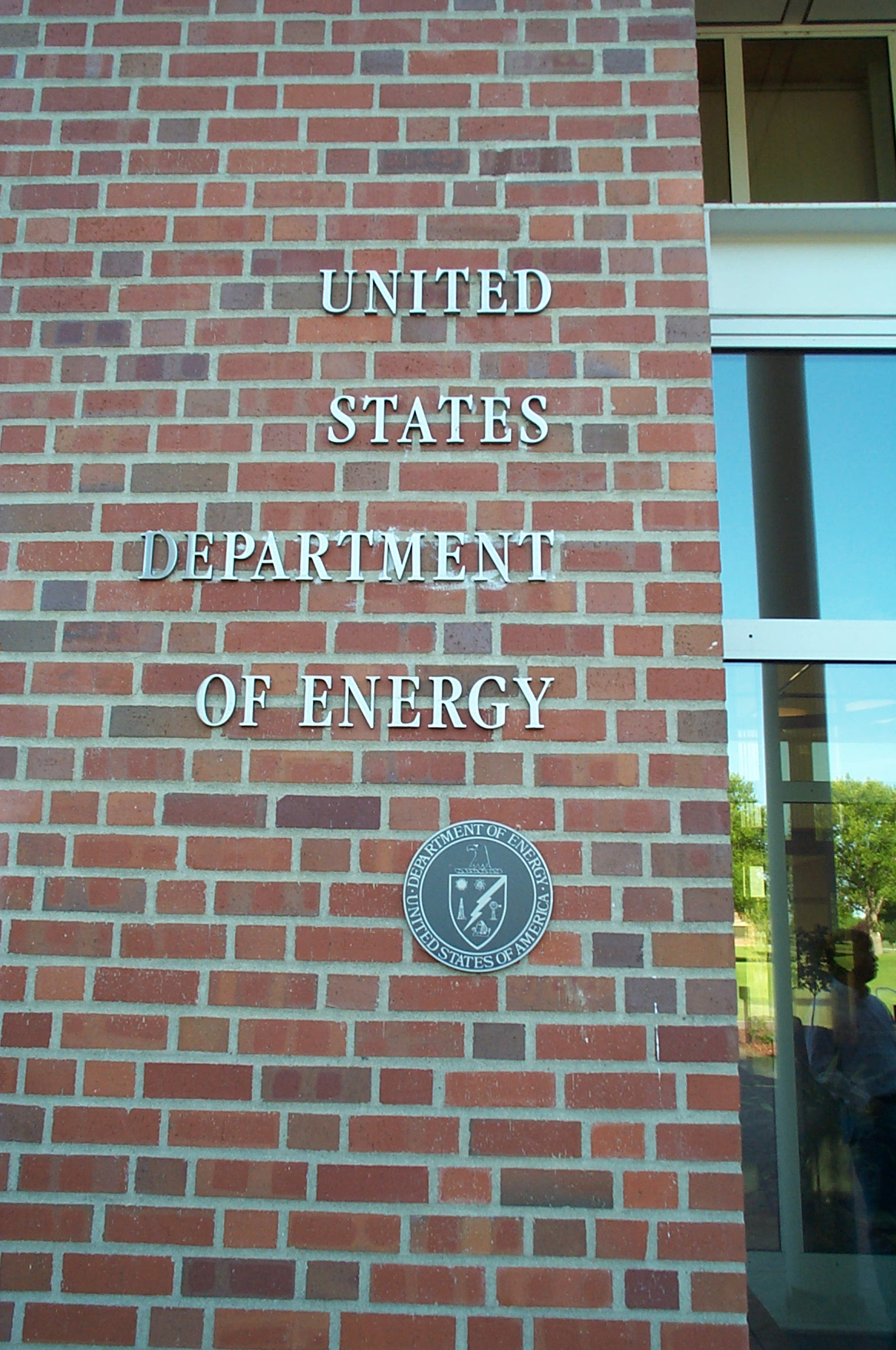
Logo du département de l'Énergie des États-Unis au Pacific Northwest National Laboratory.

L'Energy Information Administration (EIA) est une agence indépendante interne au département de l'Énergie. Elle est à l'origine des statistiques officielles sur l'énergie publiées au nom du gouvernement des États-Unis. L'EIA collecte, analyse et publie les données comme requis par la loi, dans le but d'assurer une plus grande efficacité des marchés, d'informer les décideurs politiques et d'améliorer la compréhension que le grand public peut avoir des problématiques énergétiques.
La National Nuclear Security Administration (NNSA) fait partie du département de l'Énergie américain. Elle est chargée d'améliorer la sécurité nationale au travers des applications militaires de l'énergie nucléaire. La NNSA est également chargée de maintenir et d'améliorer la sécurité, la fiabilité et l'efficacité du stock d'armes nucléaires des États-Unis, en assurant notamment la conception, la production et les tests des armes afin de remplir les exigences de sécurité nationale.
Le Department's Office of Secure Transportation (en) (OST) est chargé d'assurer la sécurité du transport des armes, éléments et autres matériaux nucléaires, et de conduire un certain nombre d'autres missions dans le cadre de la politique de sécurité nationale des États-Unis. Depuis 1974, l'OST a été chargé de développer et d'assurer la gestion opérationnelle d'un système de transport sûr de matériaux nucléaires spéciaux du département ou de la NNSA dans des quantités « stratégiques » ou « significatives. » Ce type de transport s'effectue grâce à des équipements spécialement conçus à cet effet, et escortés par des agents fédéraux armés (Nuclear Material Couriers).
La Federal Energy Regulatory Commission est une agence de régulation indépendante à l'intérieur du département de l'Énergie. Le département gère aussi la réserve stratégique de pétrole.

## Action
En février 2005, le département de l'Énergie a publié le rapport de Robert Hirsch intitulé Peaking of World Oil Production : Impacts, Mitigation, & Risk Management (pic de la production mondiale de pétrole : impacts, atténuation, et gestion des risques). Il affirmait, « Le pic de la production mondiale de pétrole pose aux États-Unis et au monde un problème de gestion des risques sans précédent. Alors que le pic approche, les prix du pétrole et la volatilité des prix augmenteront considérablement, et, sans une atténuation appropriée, les coûts économiques, sociaux, et politiques seront sans précédent. Des solutions d'atténuation viables existent à la fois sur l'offre et la demande, mais pour qu'elles aient un impact substantiel, elles doivent être engagées plus d'une décennie avant le pic. »
Le département de l'Énergie a mis 25 milliards de dollars dans un programme visant à développer les véhicules électriques, et devrait recevoir deux milliards de plus dans la suite du Plan Paulson.
Elle consacre environ deux milliards de dollars à la lutte contre la prolifération nucléaire, l'administration nationale de la sécurité nucléaire a collecté entre 2008 et 2016 suffisamment de matériel pour fabriquer 160 bombes nucléaires.

## Laboratoires

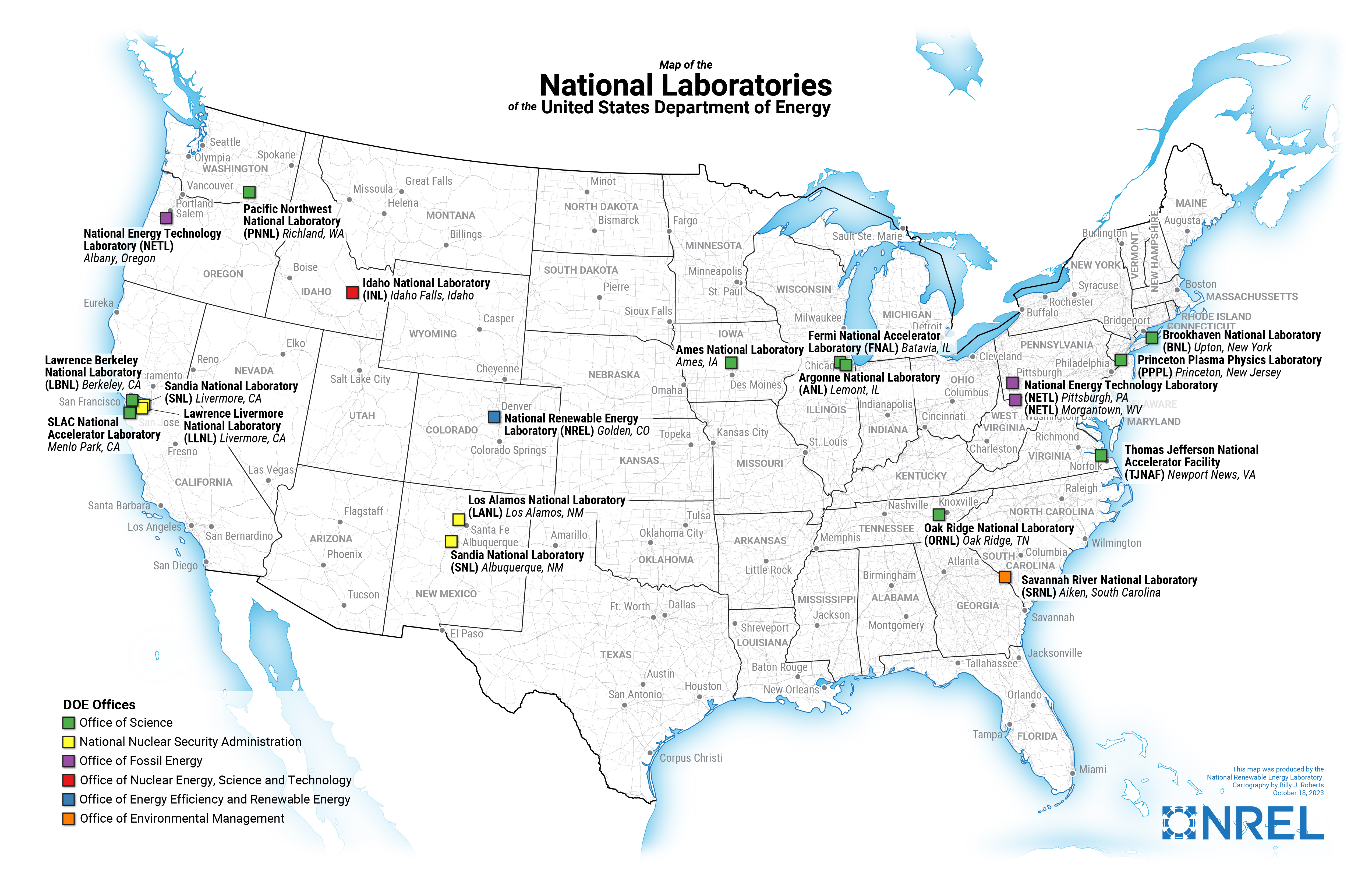
Localisation des laboratoires nationaux.

Les laboratoires nationaux gérés par le département de l'Énergie sont :
- Albany Research Center (en)
- Ames National Laboratory (en)
- Laboratoire national d'Argonne
- Laboratoire national de Brookhaven
- Center for Functional Nanomaterials (en) (en projet ou en construction)
- Center for Integrated Nanotechnologies (en projet ou en construction)
- Center for Nanophase Materials Sciences (en) (en projet ou en construction)
- Center for Nanoscale Materials (en) (en projet ou en construction)
- Environmental Measurements Laboratory (en) (affilié au département de la Sécurité intérieure depuis 2002)
- Fermi National Accelerator Laboratory
- Laboratoire national de l'Idaho (fusion du Argonne National Laboratory (West) et du Idaho National Engineering Laboratory)
- Knolls Atomic Power Laboratory (en)
- Laboratoire national Lawrence-Berkeley
- Laboratoire national Lawrence Livermore
- Laboratoire national de Los Alamos
- Molecular Foundry (en) (en projet ou en construction)
- National Energy Technology Laboratory (en)
- National Petroleum Technology Office (en)
- National Renewable Energy Laboratory
- New Brunswick Laboratory (en)
- Oak Ridge National Laboratory
- Pacific Northwest National Laboratory
- Princeton Plasma Physics Laboratory
- Radiological & Environmental Sciences Laboratory (en)
- Laboratoires Sandia
- Savannah River Ecology Laboratory[4]
- Centre de l'accélérateur linéaire de Stanford
- Thomas Jefferson National Accelerator Facility
- Yucca Mountain

Le département est aussi composé de quatre Power Marketing Administrations (en) :
- Bonneville Power Administration
- Southeastern Power Administration (en)
- Southwestern Power Administration (en)
- Western Area Power Administration (en)

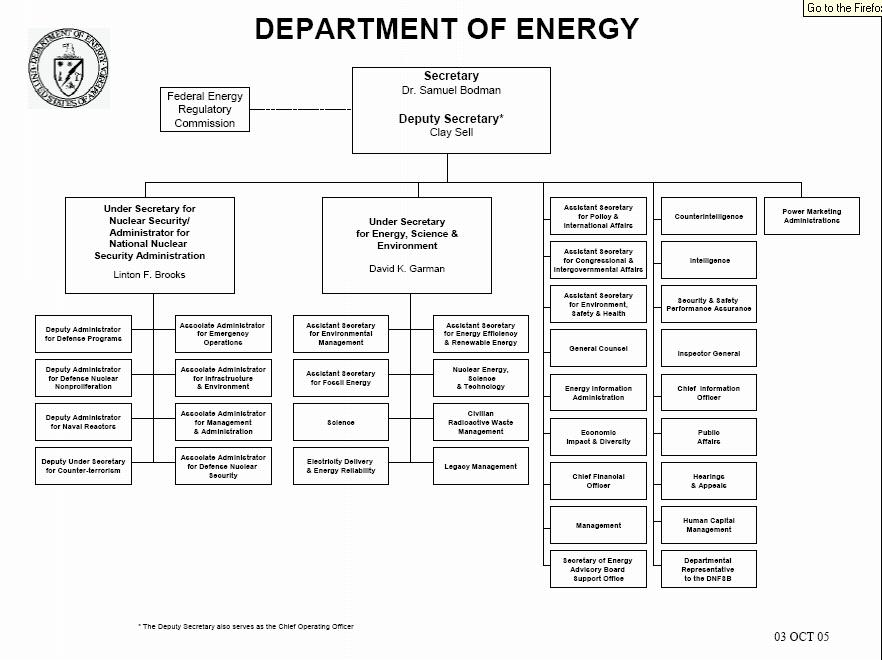
Organigramme du département américain de l'Énergie (cliquer sur l'image pour l'agrandir).

## Législation afférente
- 1946 - Atomic Energy Act PL 79-585 (created the Atomic Energy Commission)
- 1954 - Atomic Energy Act Amendments (en) PL 83-703
- 1956 - Colorado River Storage Project (en) PL 84-485
- 1957 - Atomic Energy Commission Acquisition of Property PL 85-162
- 1957 - Price-Anderson Nuclear Industries Indemnity Act PL 85-256
- 1968 - Natural Gas Pipeline Safety Act PL 90-481
- 1973 - Mineral Leasing Act Amendments (Trans-Alaska Oil Pipeline Authorization) PL 93-153
- 1974 - Energy Reorganization Act PL 93-438 (Split the AEC into the Energy Research and Development Administration and the Nuclear Regulatory Commission)
- 1975 - Energy Policy and Conservation Act (en) PL 94-163
- 1977 - Department of Energy Organization Act PL 95-91 (Dismantled ERDA and replaced it with the Department of Energy)
- 1978 - National Energy Act (en) PL 95-617, 618, 619, 620, 621
- 1980 - Energy Security Act (en) PL 96-294
- 1989 - Natural Gas Wellhead Decontrol Act PL 101-60
- 1992 - Energy Policy Act of 1992 (en) PL 102-486
- 2005 - Energy Policy Act of 2005 PL 109-58